# Peromyscus yucatanicus
Peromyscus yucatanicus är en däggdjursart som beskrevs av J. A. Allen och Chapman 1897. Peromyscus yucatanicus ingår i släktet hjortråttor och familjen hamsterartade gnagare. IUCN kategoriserar arten globalt som livskraftig. Inga underarter finns listade i Catalogue of Life.
Arten når en absolut längd av 185 till 219 mm, inklusive en 85 till 117 mm lång svans. Bakfötterna är 20 till 24 mm långa och öronens längd är 18 till 22 mm. Jämförd med andra släktmedlemmar som förekommer i samma region är Peromyscus yucatanicus medelstor. På ovansidan förekommer brunaktig päls och exemplar från norra delen av utbredningsområdet är allmänt ljusare. Denna hjortråtta har en gulvit undersida och nakna bruna öron. Kring ögonen finns en smal mörk ring. Hos ungdjur är pälsen mera gråaktig och vuxna exemplar byter päls under våren samt under hösten.
Denna gnagare förekommer på Yucatanhalvön i södra Mexiko. Den vistas i lövfällande och i delvis lövfällande skogar. Arten går på marken och på grenar som ligger på marken. Honor kan para sig hela året men de flesta ungar föds under regntiden. En kull har en till fyra ungar.
Ungarna föds efter 31 till 33 dagar dräktighet. Individer som hölls i fångenskap dödade ibland sina egna ungar.